# Alfred Probst
Alfred Probst (1894 – Basilea, aprile 1958) è stato un canottiere svizzero.

## Palmarès

### Olimpiadi
- 2 medaglie:
  - 1 oro (Parigi 1924 nel quattro con)
  - 1 bronzo (Parigi 1924 nel quattro senza)

### Europei
- 2 medaglie:
  - 2 ori (Como 1923 nel quattro con; Praga 1925 nel quattro senza)